# La Celle-Guenand
La Celle-Guenand – miejscowość i gmina we Francji, w Regionie Centralnym, w departamencie Indre i Loara.
Według danych na rok 1990 gminę zamieszkiwały 412 osoby, a gęstość zaludnienia wynosiła 11 osób/km² (wśród 1842 gmin Regionu Centralnego La Celle-Guenand plasuje się na 748. miejscu pod względem liczby ludności, natomiast pod względem powierzchni na miejscu 203.).